# Atalu
Atalu (en persan : عطالو, également romanisé en ‘Aţālū) est un village de la province d'Azerbaïdjan de l'Est, en Iran. Il est rattaché à la préfecture de Khoda Afarin.
Lors du recensement de 2006, le village compte 85 habitants, répartis en 19 familles.